# Landes
Landes ( fransk udtale ?) er et fransk departement i regionen Aquitaine. Hovedbyen er Mont-de-Marsan, og departementet har 327.334 indbyggere (1999).
Der er 2 arrondissementer, 15 kantoner og 330 kommuner i Landes.